# Liste der Nummer-eins-Hits in den britischen Charts (1960)
Dies ist eine Liste der Nummer-eins-Hits in den britischen Charts im Jahr 1960. Sie basiert auf den Official Singles Chart Top 50 und den Albums Chart Top 20, die vom Chart Information Network ermittelt wurden. Es gab in diesem Jahr 17 Nummer-eins-Singles und 4 Nummer-eins-Alben.

## Singles
| ← 1959 ← | Liste der Nummer-eins-Hits in den britischen Charts | Liste der Nummer-eins-Hits in den britischen Charts | Liste der Nummer-eins-Hits in den britischen Charts                                                                    | 1961 →                    |
| \| Zeitraum \| Wo. ges. \| Interpret \| Titel Autor(en) \| Zusätzliche Informationen \| \| (Zeitraum, Wochen auf Platz eins, Interpret, Titel, Autor[en], zusätzliche Informationen) \| \| \| \| \| \| ----------------------------------------------------------------------------------------- \| -------- \| ----------------------------- \| ---------------------------------------------------------------------------------------------------------------------- \| ------------------------- \| \| 12. Dezember 1959 – 22. Januar 1960 6 Wochen \| 6 \| Emile Ford and the Checkmates \| What Do You Want to Make Those Eyes at Me For James Vincent Monaco, Joseph McCarthy \| – \| \| 23. Januar 1960 – 29. Januar 1960 1 Woche \| 1 \| Michael Holliday \| Starry Eyed Musik: Mort Garson; Text: Earl S. Shuman \| – \| \| 30. Januar 1960 – 3. März 1960 5 Wochen \| 5 \| Anthony Newley \| Why? Musik: Peter de Angelis; Text: Robert P. Marcucci \| – \| \| 4. März 1960 – 10. März 1960 1 Woche \| 1 \| Adam Faith \| Poor Me Les Vandyke \| – \| \| 11. März 1960 – 24. März 1960 2 Wochen \| 2 \| Johnny Preston \| Running Bear Jiles Perry Richardson \| – \| \| 25. März 1960 – 21. April 1960 4 Wochen \| 4 \| Lonnie Donegan \| My Old Man’s a Dustman Musik: Lonnie Donegan; Text: Peter Wiliam Stanley Buchanan, Beverly Thorn \| – \| \| 22. April 1960 – 28. April 1960 1 Woche \| 1 \| Anthony Newley \| Do You Mind Austin Steven de Lone, George Frayne, William K. Kirchen, Anthony C. Johnson, Bruce Barlow, Mike McCroskey \| – \| \| 29. April 1960 – 16. Juni 1960 7 Wochen \| 7 \| Everly Brothers \| Cathy’s Clown Don Everly \| – \| \| 17. Juni 1960 – 30. Juni 1960 2 Wochen \| 2 \| Eddie Cochran \| Three Steps to Heaven Bob Cochran, Eddie Cochran \| – \| \| 1. Juli 1960 – 21. Juli 1960 3 Wochen \| 3 \| Jimmy Jones \| Good Timin’ Cling Ballard Jr., Frederick K. Tobias \| – \| \| 22. Juli 1960 – 28. Juli 1960 1 Woche (insgesamt 3) \| 3 \| Cliff Richard & the Shadows \| Please Don’t Tease Bruce Welch, Pete Chester \| – \| \| 29. Juli 1960 – 4. August 1960 1 Woche \| 1 \| Johnny Kidd & the Pirates \| Shakin’ All Over Frederick Heath \| – \| \| 5. August 1960 – 18. August 1960 2 Wochen (insgesamt 3) \| 3 \| Cliff Richard & the Shadows \| Please Don’t Tease Bruce Welch, Pete Chester \| – \| \| 19. August 1960 – 22. September 1960 5 Wochen \| 5 \| The Shadows \| Apache Jerry Lordan \| – \| \| 23. September 1960 – 13. Oktober 1960 3 Wochen \| 3 \| Ricky Valance \| Tell Laura I Love Her Jeff Barry, Ben Raleigh \| – \| \| 14. Oktober 1960 – 27. Oktober 1960 2 Wochen \| 2 \| Roy Orbison \| Only the Lonely (Know the Way I Feel) Roy K. Orbison, Joe Melson \| – \| \| 28. Oktober 1960 – 22. Dezember 1960 8 Wochen \| 8 \| Elvis Presley \| It’s Now or Never Wally Gold, Aaron H. Schroeder, Eduardo Di Capua \| – \| \| 23. Dezember 1960 – 5. Januar 1961 2 Wochen \| 2 \| Cliff Richard & the Shadows \| I Love You Peter W. Allen, Jeff Barry \| – \| |                                                     |                                                     | |                           |
| ← 1959 |                                                     |                                                     | | → 1961 →                  |
| Zeitraum | Wo. ges.                                            | Interpret                                           | Titel Autor(en) | Zusätzliche Informationen |
| (Zeitraum, Wochen auf Platz eins, Interpret, Titel, Autor[en], zusätzliche Informationen) |                                                     |                                                     | |                           |
| 12. Dezember 1959 – 22. Januar 1960 6 Wochen | 6                                                   | Emile Ford and the Checkmates                       | What Do You Want to Make Those Eyes at Me For James Vincent Monaco, Joseph McCarthy                                    | –                         |
| 23. Januar 1960 – 29. Januar 1960 1 Woche | 1                                                   | Michael Holliday                                    | Starry Eyed Musik: Mort Garson; Text: Earl S. Shuman                                                                   | –                         |
| 30. Januar 1960 – 3. März 1960 5 Wochen | 5                                                   | Anthony Newley                                      | Why? Musik: Peter de Angelis; Text: Robert P. Marcucci                                                                 | –                         |
| 4. März 1960 – 10. März 1960 1 Woche | 1                                                   | Adam Faith                                          | Poor Me Les Vandyke | –                         |
| 11. März 1960 – 24. März 1960 2 Wochen | 2                                                   | Johnny Preston                                      | Running Bear Jiles Perry Richardson                                                                                    | –                         |
| 25. März 1960 – 21. April 1960 4 Wochen | 4                                                   | Lonnie Donegan                                      | My Old Man’s a Dustman Musik: Lonnie Donegan; Text: Peter Wiliam Stanley Buchanan, Beverly Thorn                       | –                         |
| 22. April 1960 – 28. April 1960 1 Woche | 1                                                   | Anthony Newley                                      | Do You Mind Austin Steven de Lone, George Frayne, William K. Kirchen, Anthony C. Johnson, Bruce Barlow, Mike McCroskey | –                         |
| 29. April 1960 – 16. Juni 1960 7 Wochen | 7                                                   | Everly Brothers                                     | Cathy’s Clown Don Everly                                                                                               | –                         |
| 17. Juni 1960 – 30. Juni 1960 2 Wochen | 2                                                   | Eddie Cochran                                       | Three Steps to Heaven Bob Cochran, Eddie Cochran                                                                       | –                         |
| 1. Juli 1960 – 21. Juli 1960 3 Wochen | 3                                                   | Jimmy Jones                                         | Good Timin’ Cling Ballard Jr., Frederick K. Tobias                                                                     | –                         |
| 22. Juli 1960 – 28. Juli 1960 1 Woche (insgesamt 3) | 3                                                   | Cliff Richard & the Shadows                         | Please Don’t Tease Bruce Welch, Pete Chester                                                                           | –                         |
| 29. Juli 1960 – 4. August 1960 1 Woche | 1                                                   | Johnny Kidd & the Pirates                           | Shakin’ All Over Frederick Heath                                                                                       | –                         |
| 5. August 1960 – 18. August 1960 2 Wochen (insgesamt 3) | 3                                                   | Cliff Richard & the Shadows                         | Please Don’t Tease Bruce Welch, Pete Chester                                                                           | –                         |
| 19. August 1960 – 22. September 1960 5 Wochen | 5                                                   | The Shadows                                         | Apache Jerry Lordan | –                         |
| 23. September 1960 – 13. Oktober 1960 3 Wochen | 3                                                   | Ricky Valance                                       | Tell Laura I Love Her Jeff Barry, Ben Raleigh                                                                          | –                         |
| 14. Oktober 1960 – 27. Oktober 1960 2 Wochen | 2                                                   | Roy Orbison                                         | Only the Lonely (Know the Way I Feel) Roy K. Orbison, Joe Melson                                                       | –                         |
| 28. Oktober 1960 – 22. Dezember 1960 8 Wochen | 8                                                   | Elvis Presley                                       | It’s Now or Never Wally Gold, Aaron H. Schroeder, Eduardo Di Capua                                                     | –                         |
| 23. Dezember 1960 – 5. Januar 1961 2 Wochen | 2                                                   | Cliff Richard & the Shadows                         | I Love You Peter W. Allen, Jeff Barry                                                                                  | –                         |

## Alben
| ← 1959 ← | Liste der Nummer-eins-Hits in den britischen Charts | Liste der Nummer-eins-Hits in den britischen Charts | Liste der Nummer-eins-Hits in den britischen Charts | 1961 →                    |
| \| Zeitraum \| Wo. ges. \| Interpret \| Titel \| Zusätzliche Informationen \| \| (Zeitraum, Wochen auf Platz eins, Interpret, Titel, zusätzliche Informationen) \| \| \| \| \| \| ------------------------------------------------------------------------------ \| -------- \| --------------------------- \| ------------------------------ \| ------------------------- \| \| 2. November 1958 – 5. März 1960 17 Wochen (insgesamt 115) \| 115 \| (Soundtrack) \| South Pacific \| – \| \| 6. März 1960 – 12. März 1960 1 Woche (insgesamt 32) \| 32 \| Freddy Cannon \| The Explosive Freddy Cannon \| – \| \| 13. März 1960 – 23. Juli 1960 19 Wochen (insgesamt 115) \| 115 \| (Soundtrack) \| South Pacific \| – \| \| 24. Juli 1960 – 30. Juli 1960 1 Woche \| 1 \| Elvis Presley \| Elvis Is Back \| – \| \| 31. Juli 1960 – 3. September 1960 5 Wochen (insgesamt 115) \| 115 \| (Soundtrack) \| South Pacific \| – \| \| 4. September 1960 – 8. Oktober 1960 5 Wochen \| 5 \| One Hundred and One Strings \| Down Drury Lane to Memory Lane \| – \| \| 9. Oktober 1960 – 7. Januar 1961 13 Wochen (insgesamt 115) \| 115 \| (Soundtrack) \| South Pacific \| – \| |                                                     |                                                     |                                                     |                           |
| ← 1959 |                                                     |                                                     |                                                     | → 1961 →                  |
| Zeitraum | Wo. ges.                                            | Interpret                                           | Titel                                               | Zusätzliche Informationen |
| (Zeitraum, Wochen auf Platz eins, Interpret, Titel, zusätzliche Informationen) |                                                     |                                                     |                                                     |                           |
| 2. November 1958 – 5. März 1960 17 Wochen (insgesamt 115) | 115                                                 | (Soundtrack)                                        | South Pacific                                       | –                         |
| 6. März 1960 – 12. März 1960 1 Woche (insgesamt 32) | 32                                                  | Freddy Cannon                                       | The Explosive Freddy Cannon                         | –                         |
| 13. März 1960 – 23. Juli 1960 19 Wochen (insgesamt 115) | 115                                                 | (Soundtrack)                                        | South Pacific                                       | –                         |
| 24. Juli 1960 – 30. Juli 1960 1 Woche | 1                                                   | Elvis Presley                                       | Elvis Is Back                                       | –                         |
| 31. Juli 1960 – 3. September 1960 5 Wochen (insgesamt 115) | 115                                                 | (Soundtrack)                                        | South Pacific                                       | –                         |
| 4. September 1960 – 8. Oktober 1960 5 Wochen | 5                                                   | One Hundred and One Strings                         | Down Drury Lane to Memory Lane                      | –                         |
| 9. Oktober 1960 – 7. Januar 1961 13 Wochen (insgesamt 115) | 115                                                 | (Soundtrack)                                        | South Pacific                                       | –                         |

Die Angaben basieren auf den offiziellen Verkaufshitparaden des Chart Information Networks für das Vereinigte Königreich. Bei den Singles wurden bis zum 26. Februar 1960 die Charts der Zeitschrift New Musical Express verwendet, bei den Alben bis 19. März die Charts des Melody Maker. Nach dem jeweiligen Zeitpunkt wurde in beiden Fällen auf die Listen der Zeitschrift Record Retailer zurückgegriffen. Die Datumsangaben beziehen sich auf die mit dem Gültigkeitsdatum der Charts endende Woche.

## Jahreshitparaden
| ← 1959 ← | Liste der Nummer-eins-Hits in den britischen Charts | Liste der Nummer-eins-Hits in den britischen Charts         | Liste der Nummer-eins-Hits in den britischen Charts | 1961 →   |
| \| Singles \| Position# \| Alben \| \| ------------------------------------------------------------------------------------------------------------- \| --------- \| ----------------------------------------------------------- \| \| Cathy’s Clown Everly Brothers Don Everly \| 1 \| South Pacific (Soundtrack) \| \| Please Don’t Tease Cliff Richard & the Shadows Bruce Welch, Pete Chester \| 2 \| Down Drury Lane to Memory Lane One Hundred and One Strings \| \| A Mess of Blues / The Girl of My Best Friend Elvis Presley Doc Pomus, Mort Shuman / Beverly Ross, Sam Bobrick \| 3 \| Elvis Is Back Elvis Presley \| \| Handy Man Jimmy Jones Otis Blackwell, Charles Merenstein, James H. Jones \| 4 \| It’s Everly Time The Everly Brothers \| \| It’s Now or Never Elvis Presley Wally Gold, Aaron H. Schroeder, Eduardo Di Capua \| 5 \| Me and My Shadows Cliff Richard & the Shadows \| \| Apache The Shadows Jerry Lordan \| 6 \| The Black and White Minstrel Show George Mitchell Minstrels \| \| Save the Last Dance for Me The Drifters Doc Pomus, Mort Shuman \| 7 \| Oliver! (Original London Cast) \| \| Why? Anthony Newley Musik: Peter de Angelis; Text: Robert P. Marcucci \| 8 \| Hi-Fi Companion Album Ray Conniff \| \| Because They’re Young Duane Eddy Domenick Costa, Wally Gold, Aaron H. Schroeder \| 9 \| The Button-Down Mind of Bob Newhart Bob Newhart \| \| Shakin’ All Over Johnny Kidd & the Pirates Frederick Heath \| 10 \| The Explosive Freddy Cannon Freddy Cannon \| |                                                     |                                                             |                                                     |          |
| ← 1959 |                                                     |                                                             |                                                     | → 1961 → |
| Singles | Position#                                           | Alben                                                       |                                                     |          |
| Cathy’s Clown Everly Brothers Don Everly | 1                                                   | South Pacific (Soundtrack)                                  |                                                     |          |
| Please Don’t Tease Cliff Richard & the Shadows Bruce Welch, Pete Chester | 2                                                   | Down Drury Lane to Memory Lane One Hundred and One Strings  |                                                     |          |
| A Mess of Blues / The Girl of My Best Friend Elvis Presley Doc Pomus, Mort Shuman / Beverly Ross, Sam Bobrick | 3                                                   | Elvis Is Back Elvis Presley                                 |                                                     |          |
| Handy Man Jimmy Jones Otis Blackwell, Charles Merenstein, James H. Jones | 4                                                   | It’s Everly Time The Everly Brothers                        |                                                     |          |
| It’s Now or Never Elvis Presley Wally Gold, Aaron H. Schroeder, Eduardo Di Capua | 5                                                   | Me and My Shadows Cliff Richard & the Shadows               |                                                     |          |
| Apache The Shadows Jerry Lordan | 6                                                   | The Black and White Minstrel Show George Mitchell Minstrels |                                                     |          |
| Save the Last Dance for Me The Drifters Doc Pomus, Mort Shuman | 7                                                   | Oliver! (Original London Cast)                              |                                                     |          |
| Why? Anthony Newley Musik: Peter de Angelis; Text: Robert P. Marcucci | 8                                                   | Hi-Fi Companion Album Ray Conniff                           |                                                     |          |
| Because They’re Young Duane Eddy Domenick Costa, Wally Gold, Aaron H. Schroeder | 9                                                   | The Button-Down Mind of Bob Newhart Bob Newhart             |                                                     |          |
| Shakin’ All Over Johnny Kidd & the Pirates Frederick Heath | 10                                                  | The Explosive Freddy Cannon Freddy Cannon                   |                                                     |          |